# Beatriz Buchili
Beatriz da Consolação Mateus Buchili est une juriste mozambicaine. Elle est la première femme à occuper le poste de procureur général du Mozambique.

## Biographie
Après une première formation en droit, Beatriz Buchili rejoint le ministère public du Mozambique en 1994 en tant que procureur de district , et en gravit progressivement les échelons, tout en alternant jusqu’en 2017 avec des formations en droit complémentairesà l’Université Eduardo Mondlane de Maputo jusqu’en 1999, puis à l’Université fédérale du Rio Grande do Sul à Porto Alegre, au Brésil jusqu'en 2007.
Le président Armando Guebuza nomme Beatriz Buchili pour succéder à Augusto Paulino en tant que procureure générale le 21 juillet 2014. Elle est ainsi  la première femme à occuper cette fonction au Mozambique. Le 15 janvier 2015, Filipe Nyusi succède à Armando Guebuza au poste de président du Mozambique. Beatriz Buchili suit particulièrement le traitement judiciaire de plusieurs affaires de corruption très médiatisées, et embarrassantes pour de hautes personnalités politiques du pays. L'une d'entre elles concerne vingt accusés, dont Gregorio Leão, ancien directeur général des services secrets (SISE), António do Rosário, directeur de l'intelligence économique du SISE, Inês Moiane, secrétaire privée de l'ancien président Armando Guebuza, et le fils de cet ancien président. Deux autres affaires de corruption sont l'affaire Embraer, liée à l'achat d'avions pour la compagnie aérienne LAM Mozambique Airlines, et l'affaire Odebrecht, concernant pour le Mozambique la construction de l'aéroport international de Nacala et du terminal charbonnier du port de Beira,.
Pour autant, l'opposition mozambicaine (Renamo, MDM) a critiqué le travail de Buchili, estimant que de nombreuses affaires étaient traitées avec lenteur, voire pas du tout,.
En août 2019, le président Filipe Nyusi lui fait prêter serment pour un second mandat de cinq ans en tant que procureure générale.